# Johan Grøttumsbråten
Johan Hagbart Pedersen Grøttumsbråten (Sørkedalen, Kristiania, Norvégia, 1899. február 12. – Vestre Aker, Oslo, 1983. január 24.) háromszoros olimpiai és világbajnok norvég északisí-versenyző. Főként a sífutás és az északi összetett sportágaiban indult versenyeken. Először a Sørkedalens Idrettsforening (Sørkedalens IF), később az Idrottslaget i Bondeungdomslaget (Il i BUL; BUL, Oslo) nevű klubot képviselte sportolóként. A szintén norvég északisíző, Thorleif Haug mellett ő volt az 1920-as évek második felének és az 1930-as évek első felének legnagyobb sikereket elért versenyzője mind a sífutás, mind az északi összetett területén. A téli olimpiai játékokon összesen hat érmet szerzett, mindhárom általa művelt versenyszámban legalább egyet.

## Élete és pályafutása
Johan Hagbart Pedersen Grøttumsbråten néven született sízőcsaládba 1899. február 12-én a norvégiai fővároshoz, Kristianiához – a mai Oslo – tartozó Sørkedalen nevű településen. Sportolócsaládból származott, édesapja, Gårdbruker Peder Grøttumsbråten (1862–1948) az oslói Ullernben megrendezett Husebyrennet síugróversenyen 1889-ben megnyerte a Kongepokal (’királyi trófea’) nevű kupát. Édesanyja Julie Iversen (1873–1934) volt. Édesapja sikeres pályafutására felfigyelve úgy döntött, hogy követi apja nyomdokait, és sízőként versenyez.

### 1917–1930
Az érettségit követően szülőfalujában és akkori lakhelyén, Sørkedalenben kezdett el dolgozni mint erdészeti munkás. Eközben a Sørkedalens Idrettsforening (Sørkedalens IF) nevű városi sportegyesületet képviselte síelőként különböző versenyeken.
Sportolói bemutatkozása 1917-ben volt, amikor síugrásban megszerezte a 14. helyet a norvég junior országos bajnokságon. Az 1920-as szezontól kezdve az Idrottslaget i Bondeungdomslaget i Oslo (Il i BUL) nevű sportcsapat keretei között versenyzett. Ebben az időben a sportolás mellett eladóként dolgozott a főváros egyik fő ruházati boltjában.
A síző olimpiai bemutatkozása a Chamonix-ban megrendezett 1924. évi téli olimpiai játékokon volt. A versenyen három érmet is tudott szerezni. Északi összetettben bronzérmet szerzett két honfitársa, a győztes Thorleif Haug és a második helyezett Thoralf Strømstad mögött. A férfi 50 km-es sífutásban szintén a harmadik helyen végzett. Az előbbi két számon belül ugyanolyan sorrend alakult ki a norvégok közt. A 18 km-es távon második lett Thorleif Haug mögött.
1924-ben Harald Økern északi összetettben versenyző sportolóval megosztva neki ítélték oda Norvégia legmagasabb szintű síelési elismerését, a Holmenkollen-érem nevű díjat, mellyel a nemzetközi versenyeken legjobb eredményeket elért síelőket jutalmazzák minden évben.
1926-ban indult a finnországi Lahti városában megtartott északisí-világbajnokságon. A versenyen északi összetettben megszerezte az aranyérmet 37,125 ponttal. A két évvel később rendezett 1928-as téli olimpián érte el pályafutásának legnagyobb eredményét, hiszen két aranyéremmel végzett a játékokon. A St. Moritzban megtartott versenyen északi összetettben és 18 km-es sífutásban is diadalmaskodott 17,833 ponttal, illetve 1:37,01-es idővel. Mindkét versenyszámban két norvég síelőt előzött meg.

### 1931–1983
Az 1931-es világbajnokságon Oberhofban két számban is győzni tudott – 18 kilométeres sífutásban és északi összetettben is az első helyet szerezte meg. 1932-ben már harmadik alkalommal vett részt a téli olimpiákon. A Lake Placid-i játékokon is eredményesen végzett, de már csak egy versenyszámban végzett az első helyen. Az északiösszetett-versenyen 445,00 ponttal aranyérmes lett, a 18 km-es sífutásban viszont már csak a hatodik helyen ért célba. 1923-ban, 1926-ban, 1928-ban, 1929-ben és 1931-ben is megnyerte a holmenkolleni sífesztivál északiösszetett-versenyét. Ezzel a teljesítménnyel ő az egyike annak a csupán négy sportolónak, aki öt alkalommal is győzött ebben a versenyszámban az eseményen.
Grøttumsbråten 1983. január 24-én, 83 éves korában hunyt el Oslo városának Vestre Aker kerületében található otthonában.

## Emlékezete
1999-ben, a sportoló születésének századik évfordulóján egy bronzból készült szobrot állítottak emlékére az oslói Frognerseteren városrészben található sportétterem közelében. A teljes alakos alkotást Nils Aas (1933–2004) norvég szobrászművész készítette el. Ugyanebből az alkalomból még ebben az évben megjelent egy Olav Bø (1918–1998) néprajztudós és egyetemi tanár által írt könyv Grøttumsbråten életéről és pályafutásáról Johan Grøttumsbråten – skikonge og motstandsmann címmel.

## Díjai, elismerései
- 1924: Holmenkollen-érem (megosztva)[8]

## Fordítás
- Ez a szócikk részben vagy egészben  a   Johan Grøttumsbråten című angol Wikipédia-szócikk ezen változatának fordításán alapul.  Az eredeti cikk szerkesztőit annak laptörténete sorolja fel. Ez a jelzés csupán a megfogalmazás eredetét és a szerzői jogokat jelzi, nem szolgál a cikkben szereplő információk forrásmegjelöléseként.
- Ez a szócikk részben vagy egészben  a   Johan Grøttumsbråten című norvég Wikipédia-szócikk ezen változatának fordításán alapul.  Az eredeti cikk szerkesztőit annak laptörténete sorolja fel. Ez a jelzés csupán a megfogalmazás eredetét és a szerzői jogokat jelzi, nem szolgál a cikkben szereplő információk forrásmegjelöléseként.
- Ez a szócikk részben vagy egészben  a   Johan Grøttumsbråten című lengyel Wikipédia-szócikk ezen változatának fordításán alapul.  Az eredeti cikk szerkesztőit annak laptörténete sorolja fel. Ez a jelzés csupán a megfogalmazás eredetét és a szerzői jogokat jelzi, nem szolgál a cikkben szereplő információk forrásmegjelöléseként.